# Cuntissimo
"Cuntissimo" (estilizado em letras maiúsculas) é uma canção gravada pela cantora e compositora galesa Marina para seu sexto álbum de estúdio Princess of Power (2025). Foi lançada de forma independente como o terceiro single do disco em 10 de abril de 2025.
A canção techno-pop com batidas de electropop foi composta e produzida pela artista, e contou com a co-produção do compositor e produtor americano CJ Baran.

## Antecedentes e lançamento
Em 9 de agosto de 2024, Marina postou uma foto do trecho de uma música chamada "Studio Violins 2" e "80% C***" em seu Instagram Stories.
Em 2 de abril de 2025, Marina divulgou a música e seu título em suas contas de mídia social com uma foto de Salma Hayek ao sol e a legenda "C U N ext T hursday". No dia seguinte, um outdoor promovendo a música no Coachella 2025 foi postado por ela em suas redes sociais. No dia 7, Marina anunciou oficialmente o single, sua data de lançamento e compartilhou um link de pré-encomenda com sua arte de capa, e no dia seguinte, ela postou uma prévia de dez segundos do videoclipe.
Marina lançou "Cuntissimo" de forma independente em 10 de abril de 2025, sendo distribuído mundialmente nos formatos digitais e de streaming online.

## Composição e letras
Em uma entrevista à Rolling Stone em abril de 2025, Marina discutiu o lançamento de seu poderoso e novo single "Cuntissimo", que saiu junto com o anúncio de seu sexto álbum de estúdio, Princess of Power. Musicalmente, a música é um hino techno-pop e electropop inspirado por mulheres glamourosas, corajosas e confiantes "que aproveitam a vida ao máximo". Marina explicou que "Cuntissimo" se inspira em mulheres icônicas da história que personificaram qualidades de força, prazer e independência, listando figuras como Madonna, Elizabeth Taylor, Rihanna e Sophia Loren como representações do ethos da música.

## Faixas e formatos
- Download digital / streaming[7][8]

1. "Cuntissimo" — 4:01
2. "Cupid's Girl" — 3:28
3. "Butterfly" — 4:25

## Histórico de lançamento
| Região | Data                | Formato                    | Versão   | Gravadora   | Ref.        |
| ------ | ------------------- | -------------------------- | -------- | ----------- | ----------- |
| Várias | 10 de abril de 2025 | Download digital streaming | Original | Queenie BMG | [ 7 ] [ 8 ] |